# Copa Verde
De Copa Verde (Nederlands: Groene beker) is een Braziliaanse voetbalcompetitie die in 2014 opgericht werd voor clubs uit de Braziliaanse regio Noord, Regio Centraal-West, uitgezonderd Goiás, en de staat Espírito Santo, deze laatste werd toegevoegd omdat ze vroeger ook meestreed in de Copa Centro-Oeste. De winnaar van de competitie kreeg een ticket voor de Copa Sudamericana van het daaropvolgende jaar. De competitie wordt georganiseerd door de Braziliaanse voetbalbond (CBF) en is een bekertoernooi waaraan aanvankelijk zestien clubs en sinds 2016 achttien clubs deelnemen. Vanaf de editie van 2016 plaatste de club zich niet meer voor de Copa Sudamericana, maar voor de laatste zestien van de Copa do Brasil.
De competitie werd opgezet als tegengewicht voor de Copa do Nordeste, voor de regio Noordoost. De naam Verde betekent groen en slaat op het Amazonewoud.

## Overzicht
| Jaar         | Finales     | Finales                                   | Finales             | Halvefinalisten | Halvefinalisten | Halvefinalisten |
| Jaar         | Kampioen    | Score                                     | Vicekampioen        | Halvefinalisten | Halvefinalisten | Halvefinalisten |
| ------------ | ----------- | ----------------------------------------- | ------------------- | --------------- | --------------- | --------------- |
| 2014 Details | Brasília    | 1 – 2 2 – 1 Totaalscore 3 - 3 7 – 6 (pen) | Paysandu            | Brasiliense     | Remo            |                 |
| 2015 Details | Cuiabá      | 1 – 4 5 – 1 Totaalscore 6 - 5             | Remo                | Luverdense      | Paysandu        |                 |
| 2016 Details | Paysandu    | 2 – 0 1 – 2 Totaalscore 3 - 2             | Gama                | Remo            | Aparecidense    |                 |
| 2017 Details | Luverdense  | 3 – 1 1 – 1 Totaalscore 4 - 2             | Paysandu            | Rondoniense     | Santos          |                 |
| 2018 Details | Paysandu    | 2 – 0 1 – 1 Totaalscore 3 - 1             | Atlético Itapemirim | Manaus          | Luverdense      |                 |
| 2019 Details | Cuiabá      | 0 – 1 1 – 0 Totaalscore 1 - 1 5 - 4 (pen) | Paysandu            | Goiás           | Remo            |                 |
| 2020 Details | Brasiliense | 2 – 1 1 – 2 Totaalscore 3 - 3 5 - 4 (pen) | Remo                | Vila Nova       | Manaus          |                 |
| 2021 Details | Remo        | 0 – 0 0 – 0 Totaalscore 0 - 0 4 - 2 (pen) | Vila Nova           | Paysandu        | Nova Mutum      |                 |
| 2022 Details | Paysandu    | 0 – 0 1 – 1 Totaalscore 1 - 1 4 - 3 (pen) | Vila Nova           | São Raimundo-AM | Brasiliense     |                 |
| 2023 Details | Goiás       | 2 – 0 2 – 1 Totaalscore 4 - 1             | Paysandu            | Cuiabá          | Remo            |                 |
| 2024 Details | Paysandu    | 6 – 0 4 – 0 Totaalscore 10 - 0            | Vila Nova           | Remo            | Cuiabá          |                 |

2014 · 2015 · 2016 · 2017 · 2018 · 2019 · 2020 · 2021 · 2022 · 2023 · 2024